# هينريتش غريم
هينريتش غريم (بالألمانية: Heinrich Grimm)‏ هو معلم موسيقى ألماني، ولد في 1593 في هولتسميندن في ألمانيا، وتوفي في 10 يوليو 1637 في براونشفايغ في ألمانيا.